# Europäischer FIPRESCI-Preis
Die Fédération Internationale de la Presse Cinématographique (FIPRESCI) vergab von 1993 bis 2009 ihren Europäischen FIPRESCI-Preis im Rahmen des Europäischen Filmpreises.

## Preisträger
- 1993: Benny’s Video – Michael Haneke
- 1994: Liebes Tagebuch… (Caro Diario) – Nanni Moretti
- 1995: Der Blick des Odysseus (To vlemma tou Odyssea) – Theo Angelopoulos
- 1996: Breaking the Waves – Lars von Trier
- 1997: Reise an den Anfang der Welt (Viagem ao principio du mundo) – Manoel de Oliveira
- 1998: Das Pulverfass (Bure Baruta) – Goran Paskaljević
- 1999: Marabus (Adieu Plancher des Vaches) – Otar Iosseliani
- 2000: Bedrängnis im Mai (Mayis Sikintisi) – Nuri Bilge Ceylan
- 2001: Die Stadt frisst ihre Kinder (La ville est tranquille) – Robert Guédiguian
- 2002: Sweet Sixteen – Ken Loach
- 2003: Buongiorno, notte – Der Fall Aldo Moro (Buongiorno, notte) – Marco Bellocchio
- 2004: Die Erde weint (To livadi pou dakrisi) – Theo Angelopoulos
- 2005: Caché – Michael Haneke
- 2006: Unruhestifter (Les amants réguliers) – Philippe Garrel
- 2007: Herzen (Coeurs) – Alain Resnais
- 2008: Couscous mit Fisch (La graine et le mulet) – Abdellatif Kechiche
- 2009: Der Kalmus (Tatarak) – Andrzej Wajda